# Ramanathapuram (dystrykt)

Dystrykt Ramanathapuram na mapie stanu Tamilnadu

Ramanathapuram – jeden z dystryktów stanu Tamilnadu (Indie). Od północy graniczy z dystryktami Sivaganga i Pudukkottai, od wschodu z Cieśniną Palk, na południowym wschodzie przez archipelag wysp przebiega granica ze Sri Lanką, na południu znajdują się wody Zatoki Mannar, na zachodzie dystrykty Tuticorin i Virudhunagar. Stolicą dystryktu Ramanathapuram jest miasto Ramanathapuram.